# Elecciones generales de Bélgica de 1833
Las elecciones generales de Bélgica de 1833 se celebraron el 23 de mayo de ese año. En el Senado, los católicos se quedaron con 31 escaños y los liberales con 7.  Solo 46.000 personas, equivalentes al 1,1% de la población nacional, era elegibles para votar. 
Aunque solo se debió renovar la mitad de escaños del Cámara de Representantes, esta se renovó en su totalidad después de que fuera disuelta por decreto real del 28 de abril de 1933. Esta decisión fue tomada debido a los conflictos desatados entre el gobierno liberal (de Albert Goblet d'Alviella y Charles Rogier) y las mayorías católicas en el parlamento. Las elecciones a la Cámara se celebraron en dos vueltas: la primera se celebró el 23 de mayo de 1833 y la segunda el 30 de mayo. El 21 de mayo de 1833, apenas dos días antes de las elecciones, el gobierno consiguió una importante victoria diplomática con la Convención de Londres, un acuerdo con los Países Bajos para extender el alto el fuego por un período indefinido.

## Resultados

### Senado
| Partido            | Votos | % | Escaños | +/– |
| ------------------ | ----- | - | ------- | --- |
| Católicos          |       |   | 31      | 0   |
| Liberales          |       |   | 7       | +3  |
| Independientes     |       |   | 13      | –3  |
| Total              |       |   | 51      | 0   |
| Sternberger y col. |       |   |         |     |

### Cámara de Representantes
| Partido            | Votos | % | Escaños |     |
| ------------------ | ----- | - | ------- | --- |
| Católicos          |       |   | 60      | +11 |
| Liberales          |       |   | 42      | -11 |
| Total              |       |   | 102     | 0   |
| Sternberger y col. |       |   |         |     |